# ياسوماسا كاواساكي
ياسوماسا كاواساكي (باليابانية: 川崎 裕大) (مواليد 20 أغسطس 1992)، هو لاعب كرة قدم سابق كان يلعب كمدافع.

## وصلات خارجية
- ياسوماسا كاواساكي على موقع رابطة كرة القدم اليابانية للمحترفين (اليابانية)
- ياسوماسا كاواساكي على موقع قاعدة بيانات كرة القدم.إي يو (الإنجليزية)
- ياسوماسا كاواساكي على موقع Soccerway.com (الإنجليزية)
- ياسوماسا كاواساكي على موقع عالم كرة القدم.نت (الإنجليزية)